# Азербайджано-турецкая граница

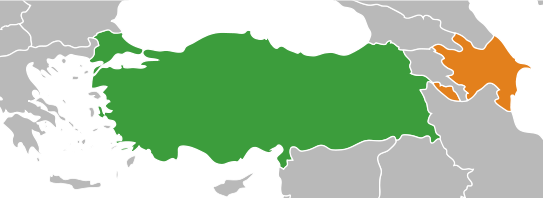
Граница между Турцией и Азербайджаном (Нахичеванская Автономная Республика)

Азербайджано-турецкая граница (азерб. Azərbaycan–Türkiyə sərhədi, тур. Azerbaycan–Türkiye sınırı) — государственная граница Азербайджана и Турции, проходящая вдоль реки Аракс и расположенная на северо-западе Нахичеванской Автономной Республики, отделённой от остальной части страны Арменией. С Турцией граничит только Садаракский район Азербайджана (Нахичеванская Автономная Республика). На границе расположена крайняя западная точка Азербайджана.
Протяжённость границы, по разным версиям составляет от 11 км до 18 км. Чаще всего встречается длина 17,7 км,

## История формирования

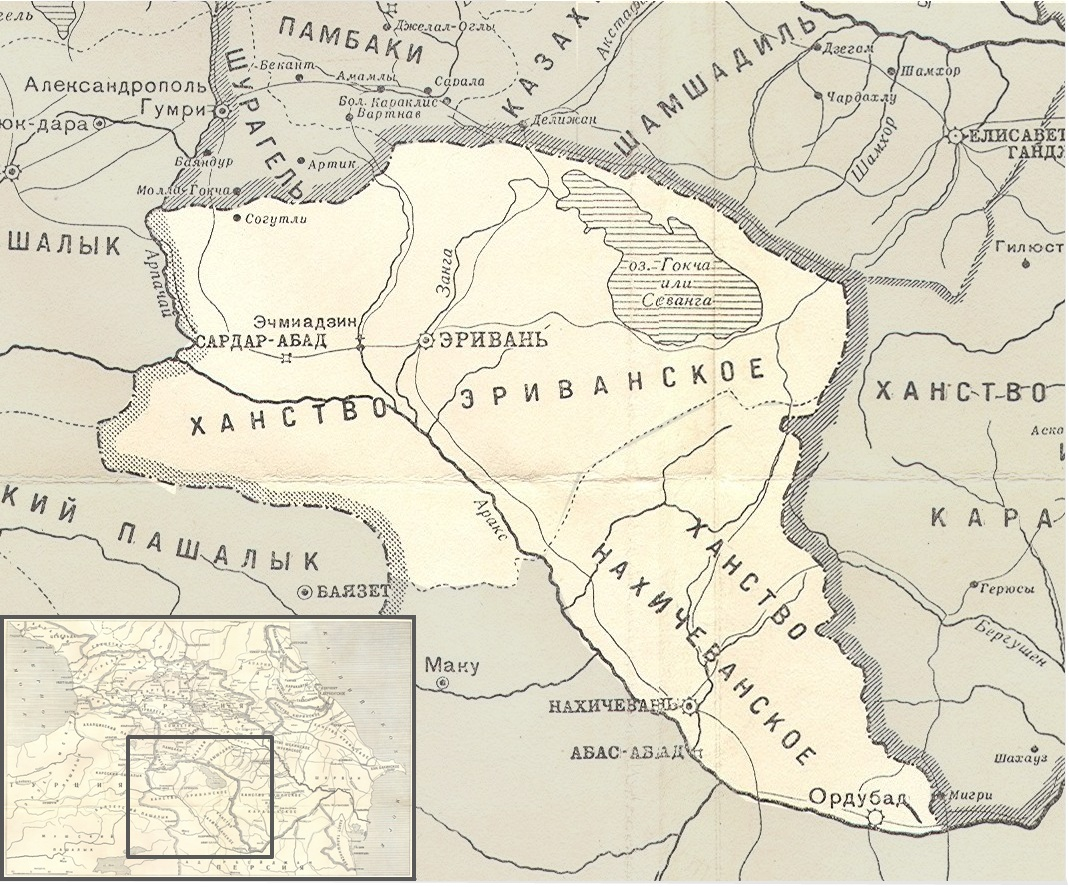
Эриванское и Нахичеванское ханства, отошедшие к Российской империи. Карта 1902 года

Туркманчайский мирный договор 1828 года между Каджарским Ираном и Российской империей передал последней территории Эриванского и Нахичеванского ханств, расположенные по обоим берегам реки Аракс, в том числе и тот участок руслa реки по которому ныне проходит азербайджано-турецкая граница. Сан-Стефанский мир 1878 года ещё более удалил Османскую империю от среднего течения реки Аракс. Однако Первая мировая война, а также Октябрьская революция 1917 года представили османам, а затем и новому турецкому правительству во главе с Мустафой Кемалем Ататюрком возможности территориального реваншизма в Закавказье.
В октябре 1921 года между правительством Великого Национального Собрания Турции и Армянской, Азербайджанской и Грузинской ССР был подписан Карсский договор. Согласно ст. 5 данного договора: «Правительство Турции и Правительство Советской Армении и Азербайджана соглашаются, что Нахичеванская область в границах, определённых в приложении 3 настоящего договора, образует автономную территорию под покровительством Азербайджана». Согласно договору, протекторат над Нахичеваном не мог передаваться третьей стороне (т. е. Армении) без согласия Турции.
Как отмечают иранские историки, в Московском и Карском договорах Советский Союз не имел права передавать Турции полосу земли между Верхним Кара-Су и рекой Аракс. По их мнению, узкий коридор (длиной около 10,5 км и шириной 0,5—2,5 км), соединяющий Турцию с Нахичеванью, принадлежал Ирану и передан им непосредственно Российской империи в 1828 году. На картах XVIII века этот коридор являлся частью провинции Маку, а не частью района Сурмалу в Ереванской провинции. Позже Иран попытался вернуть полосу во время переговоров об окончательной границе с Турцией. Включив в свой состав Сурмалу и будучи уверенным, что Шарур останется частью Нахичевани (для обеспечения общей границы с Турцией к Нахичевани была присоединена от Армянской ССР небольшая часть бывшего Шарур-Даралагезского уезда), Турция, таким образом, получила небольшую полосу, которая связала её с Шаруром в контролируемом азербайджанцами Нахичевани. Таким образом турецкие дипломаты обеспечили изоляцию Армении и получили доступ к Нахичевани. Кроме того Турция возлагала большие надежды на то, что регион Зангезур также станет частью Азербайджана, в результате чего это предоставит им открытый маршрут в Баку. Однако после восстания и крупных протестов со стороны армян, Москва передала Зангезур советской Армении. Образовавшаяся таким образом армяно-иранская граница блокировала стремление Турции распространить своё влияние на прикаспийские регионы и Туран.
Турецко-иранская граница в этом месте как граница Турции с Нахичеванской АССР oкончательно сформирована в 1930-х годах, в результате территориального обмена с Персией — взамен области вокруг двух пиков Арарата были переданы горные районы Курдистана.

## Географические характеристики
Граница имеет ряд особенностей. Во-первых, вся она является по сути водной и проходит по руслу реки Аракс. Из-за меандрирования Аракса на этом участке русла, точная длина границы подвержена колебаниям. Географ В. Ю Халатов, цитируя источники СССР, указывает протяжённость границы в диапазоне от 9 до 11 км. В современных закавказских источниках и цитирующих их западных СМИ называются цифры в 15 и даже 18 км.
Во-вторых, с Турцией граничит только Нахичеванская Автономная Республика, являющаяся эксклавом Азербайджана и не имеющая с ним общей границы. Таким образом, транспортное сообщение с основной территорией Азербайджана возможно только путём дальнейшего пересечения территории Армении или Ирана, что ввиду сложной политической обстановки в регионе с 1990-х годов является затруднительным.
В-третьих граница проходит по безлюдной полосе длиной почти 35 км: ближайший к границе азербайджанский населённый пункт Садарак расположен в 7 км восточнее собственно пограничной линии, а ближайший турецкий населённый пункт — село Аралык — в 28 км к северо-западу от неё.

## Инфраструктура
Граница является стратегически важным геополитическим коридором, связывающим Турцию и Азербайджан. На границе расположен контрольно-пропускной пункт  Дилуджу —  Садарак.
Ввиду стратегической важности границы для Азербайджана современный Садаракский район получил статус отдельного района, отделившись 28 августа 1990 года от Шарурского района. Как следствие, Садарак стал районным центром, а не просто сельским населённым пунктом.
Строительство в 1992 году моста «Умид» способствовало установлению таможенного поста на границе с Турцией, а также проведению высоковольтной электрической сети из Турции в Садаракский район.
На пункте пропуска Садарак действует 6 въездов и выездов. Пункт работает круглосуточно. Пункт пропуска Дилуджу имеет 3 въезда и выезда. Очереди на пропуск грузов на границе организуются в электронном порядке. Действует автоматизированная система анализа рисков. Пропускная способность КПП Дилуджу — Садарак составляет 400 — 450 грузовых автомобилей в одном направлении в день.